# Diankonli
Diankonli est une commune rurale située dans le département de Kantchari de la province dans la Tapoa de la région de l'Est au Burkina Faso.

## Santé et éducation
Le centre de soins le plus proche de Diankonli est le centre de santé et de promotion sociale (CSPS) de Kantchari.